# Mario De Caro
Mario De Caro (17 de septiembre de 1963) es un filósofo italiano, profesor de filosofía moral en la Universidad de Roma III en Italia. Desde el año 2000 también imparte clases en la Universidad de Tufts, donde es habitualmente profesor visitante. Obtuvo su doctorado en la Universidad de Roma "La Sapienza".
Sus temas de interés son en filosofía moral, notablemente la controversia sobre el libre albedrío, la teoría de la acción, la historia de la ciencia, las filosofías de Donald Davidson y Hilary Putnam y la filosofía moderna temprana. Con David Macarthur, ha defendido una visión metafilosófica llamada Naturalismo liberal .

## Obra
De Caro pasó dos años en el MIT como estudiante de posgrado visitante y uno como becario Fulbright en la Universidad de Harvard. Además, pasó un año con la beca "Marco Mondadori" en la Universidad LUISS (Roma). Es autor de más de 100 artículos académicos.
Como editor se destacan: Interpretaciones y causas: nuevas perspectivas sobre la filosofía de Donald Davidson, Naturalismo en cuestión con David Macarthur, Cartografías de la mente: filosofía y psicología en intersección, Naturalismo y normatividad (con David Macarthur ), Filosofía en una era de ciencia: física, matemáticas y escepticismo (con David Macarthur), y In Dialogue, dos volúmenes de artículos filosóficos de Hilary Putnam publicados por Harvard University Press .
Es editor asociado de The Journal of the American Philosophical Association y Ancient Philosophy Today y miembro del consejo editorial de The European Journal of Analytic Philosophy . Colabora regularmente en las páginas culturales de Il Sole 24 Ore. Ha escrito para las secciones culturales de The Times, La Repubblica e Il Manifesto . Es vicepresidente de la Consulta Nazionale di Filosofia (una agrupación de filósofos académicos italianos) y expresidente de la Sociedad Italiana de Filosofía Analítica (2010-2012).[cita requerida]</link>
De Caro ha dado charlas en numerosos países, en destacadas instituciones académicas como Oxford, Harvard, Princeton, Dartmouth, Boston College, Notre Dame, Saint Mary's College (Indiana), Case Western Reserve (Ohio), Colby College, Universidad de Massachusetts en Amherst., París IV-Sorbona, Warwick y Heidelberg, entre otras, así como en más de sesenta universidades italiana.
Entre 2010-2012 fue presidente de la Sociedad de Filosofía Analítica de Italia.
El asteroide 5329 Decaro fue nombrado en su honor.